# Janosikowe
Janosikowe (nazwa nieformalna)  − wpłata do budżetu państwa dokonywana na podstawie uchylonej ustawy z dnia 13 listopada 2003 r. o dochodach jednostek samorządu terytorialnego (Dz.U. z 2024 r. poz. 356) przez jednostki samorządu terytorialnego, których dochody z podatków przekraczają wskaźniki określone w tej ustawie. 
Wpłata stanowi dochód niepodatkowy budżetu państwa i jest wykazywana w załączniku 1 (dochody budżetu państwa) do ustawy budżetowej w pozycji pod nazwą Wpłaty jednostek samorządu terytorialnego. Zasila ona rezerwę celową budżetu państwa, z której finansowana jest subwencja ogólna. Wysokość wpłaty jest obliczana na podstawie dochodów podatkowych danej jednostki samorządu terytorialnego sprzed dwóch lat w stosunku do bieżącego roku budżetowego.
W związku z pojawieniem się opinii wskazujących na niezgodność ustawy o „janosikowym” z Konstytucją, w lipcu 2010 roku zainicjowana została akcja STOP Janosikowe. Warszawski przedsiębiorca Rafał Szczepański zorganizował zbiórkę podpisów pod projektem ustawy zmniejszającej „janosikowe”, a także zmieniającej sposób jego naliczania oraz zasady, na jakich pieniądze z „janosikowego” są przekazywane biedniejszym samorządom. Dzięki zebraniu ponad 150 tys. podpisów, w dniu 8 sierpnia 2011 roku projekt ustawy obywatelskiej akcji STOP Janosikowe został przekazany na ręce Marszałka Sejmu Grzegorza Schetyny. W lipcu 2012 roku opracowany w podkomisji, kompromisowy projekt został negatywnie zaopiniowany na połączonych komisjach finansów i samorządu terytorialnego, a następnie prace nad nim zamrożono.
W 2024 r. Ministerstwo Finansów przygotowało projekt Ustawy o dochodach jednostek samorządu terytorialnego, który został przegłosowany 1 października 2024 przez Sejm i przyjęty przez Senat bez poprawek 10 października 2024 r. Prezydent RP Andrzej Duda podpisał ją 21 października 2024 r. Ten akt prawny uchyla „janosikowe”, wprowadzając jednocześnie korektę zamożnościową.